# Stanhopea platyceras
Stanhopea platyceras là một loài lan đặc hữu của Colombia.

## Hình ảnh

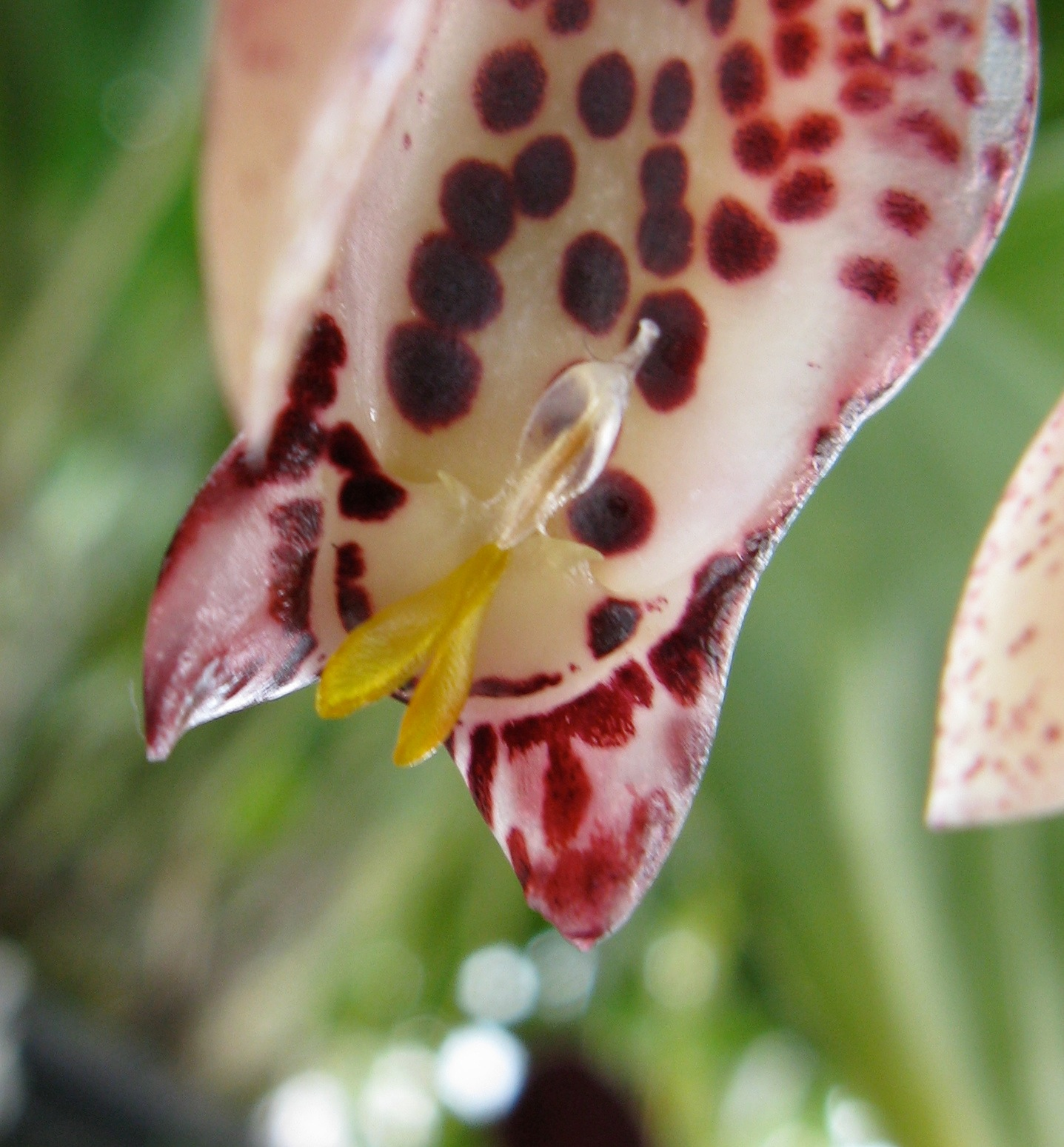